# Граф Миранда дель Кастаньяр
Граф Миранда дель Кастаньяр (исп. Conde de Miranda del Castañar) — испанский аристократический титул. Он был создан королём Кастилии Энрике IV 9 февраля 1457 года для Диего Лопеса де Суньиги (ок. 1415 — 1479), 1-го сеньора Сантьяго-де-ла-Пуэбла и Канделеда.
Название титула происходит от названия муниципалитета Миранда-дель-Кастаньяр в провинции Саламанка (автономное общество Кастилия-Леон).

## История
Титул передавался по мужской линии, пока Мария де Суньига Авельянедо и Базан, 6-я маркиза де Миранда-дель-Кастаньяр, не вышла замуж за своего дядю, Хуана Лопеса де Суньига Авельянедо и Базана, 1-го герцога Пеньяранда-де-Дуэро (1551—1608). Таким образом, титул графа Мирандо-дель-Кастаньяр стал дочерним титулом герцогов Пеньяранда-де-Дуэро.
В 1798 году после смерти Фелипе Лопеса Пачеко, 12-го маркиза Вильены (1727—1798), Мария дель Кармен Хосефа Суньига, графиня Миранда-дель-Кастаньяр (1774—1829), будучи потомком Диего Лопеса Пачеко (1304—1385), стала претендовать на сеньорию Бельмонте, графство Сан-Эстебан-де-Гормас и маркизат Мойя, а также на маркизат Вильена, который принадлежал Диего Пачеко Тельес-Хирону Гомесу и Сандовалю, 12-му герцогу Фриасу (1754—1811). Иск был решен положительно в пользу графини де Миранда-дель-Кастаньяр в 1816 году.
Мария Франсиска де Салес Палафокс Портокарреро и Киркпатрик, 17-я графиня де Миранда-дель-Кастаньяр (1825—1860), сестра французской императрицы Евгении де Монтихо, в 1848 году вышла замуж за Хакобо Фитц-Джеймса Стюарта, 15-го герцога Альба-де-Тормес (1821—1881). Таким образом, графский титул перешел в дом Альба, где он существует до настоящего времени.

## Список графов Миранда-дель-Кастаньяр
|                                            | Титул | Период                                     |
| Креация создана королем Кастилии Энрике IV | Креация создана королем Кастилии Энрике IV | Креация создана королем Кастилии Энрике IV |
| ------------------------------------------ | --- | ------------------------------------------ |
| I                                          | Диего Лопес де Суньига (ок. 1415—1479), сын Педро де Суньиги (ок. 1383—1453), графа Ледесмы и Пласенсии, и Изабель де Гусман | 1457—1479                                  |
| II                                         | Педро де Суньига, 2-й граф де Миранда-дель-Кастаньяр (ок. 1440 — 5 октября 1492), единственный сын предыдущего и Альдонсы де Авельянеды, 10-й сеньоры де Авельянеды | 1479—1492                                  |
| III                                        | Франсиско де Суньига де Авельянеда, 3-й граф Миранда-дель-Кастаньяр (ок. 1480—1536), старший сын предыдущего и Каталины де Веласко (ок. 1450—1496) | 1492—1536                                  |
| IV                                         | Франсиско де Суньига, 4-й граф Миранда-дель-Кастаньяр (род. ок. 1510 — ?), старший сын предыдущего и Марии де Карденас и Энрикес | 1536—?                                     |
| V                                          | Педро де Суньига, 5-й граф Миранда-дель-Кастаньяр (ок. 1540 — 5 октября 1574), старший сын предыдущего и Марии де Базан, 4-й виконтессы де Вальдуэрны | ?—1574                                     |
| VI                                         | Мария де Суньига, 6-я графиня Миранда-дель-Кастаньяр (ок. 1570—1630), дочь предыдущего и Хуаны Пачеко де Кабреры, маркизы де ла Банесы | 1574—1630                                  |
| VII                                        | Франсиско де Суньига и Авельянеда и Базан, 3-й герцог де Пеньяранда, 7-й граф де Миранда-дель-Кастаньяр (ок. 1630 — 13 января 1662), старший сын Диего де Суньиги и Авельянеда, 2-го герцога де Пеньяранда (ок. 1590—1626), и Марии Франсиски де Сандоваль и Рохас (ок. 1590—1663), внук Хуана де Суньиги Авельянеда и Базана, 1-го герцога де Пеньяранда (ок. 1540—1608), и Марии де Суньиги, 6-й графини де Миранда (ок. 1570—1630) | 1630—1662                                  |
| VIII                                       | Диего де Суньига Авельянеда и Базан, 4-й герцог де Пеньяранда, 8-й граф де Миранда-дель-Кастаньяр (24 февраля 1636 — 1 июля 1666), старший сын предыдущего и Аны Энрикес Вальдес де Азеведо и Осорио, 2-й маркиз де Вальдункильо (ок. 1630—1683) | 1662—1666                                  |
| IX                                         | Фернандо де Суньига Авельянеда и Базан, 5-й герцог де Пеньяранда (19 сентября 1647—1681), младший брат предыдущего | 1666—1681                                  |
| X                                          | Исидро де Суньига Авельянеда и Базан, 6-й герцог де Пеньяранда (1652 — 9 мая 1691), младший брат предыдущего | 1681—1691                                  |
| XI                                         | Ана Мария де Суньига и Базан, 7-я герцогиня де Пеньяранда (15 марта 1642 — 6 октября 1700), старшая сестра предыдущего | 1691—1700                                  |
| XII                                        | Хоакин Хосе де Суньига Чавес Часон и Базан, 8-й герцог де Пеньяранда (20 июля 1670 — 28 декабря 1725), старший сын предыдущей и Хуана де Чавеса Часона де Мендосы, 2-го графа де ла Кальсады и де Касарубиос (ок. 1650—1696) | 1700—1725                                  |
| XIII                                       | Антонио Лопес де Суньига Чавес Часон и Базан, 13-й граф де Миранда, 9-й герцог де Пеньяранда (26 февраля 1699 — 28 августа 1765), второй сын предыдущего и Изабеллы Росы де Айялы Фонсеки Толедо Фахардо и Мендосы (ок. 1660—1717) | 1725-1765                                  |
| XIV                                        | Педро де Алькантара де Суньига и Хирон, 11-й герцог де Пеньяранда (ок. 1730—1790), второй сын предыдущего и Марии Терезы Пачеко Толедо и Сандоваль (1706-1755) | 1765-1790                                  |
| XV                                         | Мария дель Кармен Лопес де Суньига и Чавес, 10-я герцогиня де Пеньяранда (10 сентября 1774 — 4 ноября 1839), единственная дочь предыдущего и Аны Марии Фернандес де Веласко | 1790-1829                                  |
| XVI                                        | Киприано Палафокс и Портокарреро, 8-й граф де Монтихо, 11-й герцог де Пеньяранда (15 сентября 1784 — 15 марта 1839), сын Фелипе де Палафокс и Крой де Хавре (ок. 1739—1790) и Марии Франсиски де Салес Портокаррео де Гусман и Суньиги, 10-й маркизы де ла Альгаба (1754—1808) | 1829-1839                                  |
| XVII                                       | Мария Франсиска де Салес Портокарро и Киркпатрик, 16-я герцогиня де Пеньяранда (29 января 1825 — 16 сентября 1860), старшая дочь предыдущего и Марии Мануэлы Энрикеты Киркпатрик де Глосебурн и де Гриверни (1794—1879) | 1839-1860                                  |
| XVIII                                      | Карлос Мария Фитц-Джеймс Стюарт и Палафокс, 16-й герцог Альба (4 декабря 1849 — 15 октября 1901), единственный сын Хакобо Фитц-Джеймса Стюарта и Вентимилья (1821—1881), 15-го герцога Альба (1835—1881), и Марии Франциски де Палафокс и Портокарреро де Гусман и Киркпатрик (1825—1860) | 1860-1901                                  |
| XIX                                        | Хакобо Фитц-Джеймс Стюарт и Фалько, 17-й герцог Альба (17 октября 1878 — 24 сентября 1953), старший сын предыдущего и Марии дель Росарио Фалько и Осорио (1854—1904), 21-й графини де Сируэла | 1901-1953                                  |
| XX                                         | Мария дель Росарио Каэтана Альфонса Виктория Евгения Франциска Фитц-Джеймс-Стюарт-и-Сильва, 18-я герцогиня Альба (28 марта 1926 — 20 ноября 2014), единственная дочь предыдущего и Марии дель Росариo де Сильва и Гуртубай (1900—1934), 15-й герцогини Алиага и 10-й маркизы Сан Висенте дель Барко | 1953-2014                                  |
| XXI                                        | Карлос Фитц-Джеймс Стюарт и Мартинес де Ирухо, 19-й герцог Альба (род. 2 октября 1948), старший сын предыдущей и Луиса Мартинеса де Ирухо-и-Артаскоса (1919—1972) | 2014 — настоящее время                     |